# Multiculturalisme canadien
Le multiculturalisme canadien est une vision nationale des rapports entre, d'une part, les immigrants et citoyens issus de l'immigration et, d'autre part, l'État et la population nationale, soutenue par un ensemble de politiques gouvernementales adoptées dans les années 1970 et 1980 et ayant toujours cours aujourd'hui au Canada. La politique du gouvernement fédéral en matière de multiculturalisme consiste à « reconnaître le fait que le multiculturalisme reflète la diversité culturelle et raciale de la société canadienne et se traduit par la liberté, pour tous ses membres, de maintenir, de valoriser et de partager leur patrimoine culturel » et « à reconnaître le fait que le multiculturalisme est une caractéristique fondamentale de l’identité et du patrimoine canadiens et constitue une ressource inestimable pour l’avenir du pays, ainsi qu’à sensibiliser la population à ce fait; [...]. »
En clair, le multiculturalisme canadien prône la coexistence de différentes cultures au sein du pays, par opposition à l'intégration et à la constitution d'une identité commune. En ce sens, la notion de multiculturalisme est souvent opposée à la notion d'« interculturalisme », plutôt préconisée au Québec.
Cette vision politique est perçue de manière critique par plusieurs Québécois, notamment les nationalistes, qui considèrent qu'elle a pour effet de « noyer la spécificité identitaire nationale québécoise dans une différence indifférenciée, une mosaïque culturelle au sein de laquelle il n’y a plus que des minorités culturelles ».

## Historique
Le concept de multiculturalisme est apparu au Canada au cours des années 1960 en opposition au concept de biculturalisme utilisé par la Commission royale d’enquête sur le bilinguisme et le biculturalisme (1963-1965). Il est promu avec vigueur par Pierre Elliott Trudeau, premier ministre libéral de 1968 à 1984. 
En 1971, le gouvernement fédéral adopte sa première politique sur le multiculturalisme, une première mondiale[réf. nécessaire]. En 1973 est créé le ministère du Multiculturalisme et le Conseil canadien du multiculturalisme.
En 1982, la Charte canadienne des droits et libertés est incluse dans la Constitution du Canada, toujours sous l'impulsion de Pierre Elliott Trudeau. On y lit notamment : « Toute interprétation de la présente charte doit concorder avec l’objectif de promouvoir le maintien et la valorisation du patrimoine multiculturel des Canadiens. »
Le 21 juillet 1988, la Chambre des communes adopte la Loi sur le multiculturalisme canadien.
En 2008, le Rapport Bouchard-Taylor, rédigé par des commissaires du gouvernement québécois, définit le multiculturalisme comme ceci : « Dans son acception la plus courante, système axé sur le respect et la promotion de la diversité ethnique dans une société. Cette définition peut conduire à l’idée que l’identité commune d’une société se définit exclusivement par référence à des principes politiques plutôt qu’à une culture, une ethnicité ou une histoire. ». Ce même rapport propose en réponse  à ces enjeux spécifiques l'interculturalisme, qu'il définit comme ceci : « Politique ou modèle préconisant des rapports harmonieux entre cultures, fondés sur l’échange intensif et axés sur un mode d’intégration qui ne cherche pas à abolir les différences tout en favorisant la formation d’une identité commune. » 
La politique de multiculturalisme est défendue avec une ardeur renouvelée par Justin Trudeau, fils du précédent et premier ministre depuis 2015.

## Sources idéologiques

### Origines
Les penseurs John Murray Gibbon, Charles Hobart, Alfred Zimmern et John Buchan ont été les précurseurs idéologiques du multiculturalisme et vantaient l'idée d'une mosaïque culturelle plutôt que d'un système assimilationiste.
Le Canada pratiqua historiquement une politique d'assimilation culturelle vis-à-vis des immigrés. Ces derniers étaient soumis à un processus d’assimilation à la culture, aux coutumes, aux mœurs et aux traditions des Canadiens anglais. L’immigration était également discriminatoire sur la base de la race. En 1885, sous la pression de la Colombie-Britannique, le gouvernement fédéral imposa des politiques visant à restreindre l’immigration chinoise, comme une taxe d’entrée et, plus tard, la Loi sur l’immigration chinoise de 1923. En 1947, l’interdiction formelle de l’immigration chinoise est levée. Toutefois, en 1952, une nouvelle Loi sur l’immigration maintient les politiques discriminatoires du Canada à l’égard des immigrants non européens et non américains. Ce n’est qu’en 1962 que le gouvernement fédéral met fin à la discrimination raciale dans le système d’immigration. En 1967, un système de points est mis en place pour classer les immigrants potentiels en fonction de leur admissibilité. La race, la couleur ou la nationalité ne sont pas des facteurs dans le nouveau système ; au contraire, les compétences professionnelles, les niveaux d’éducation, les compétences linguistiques (soit le fait de parler le français ou l’anglais) et les liens familiaux deviennent les principales considérations pour décider qui peut immigrer. 

### Le multiculturalisme en remplacement du biculturalisme

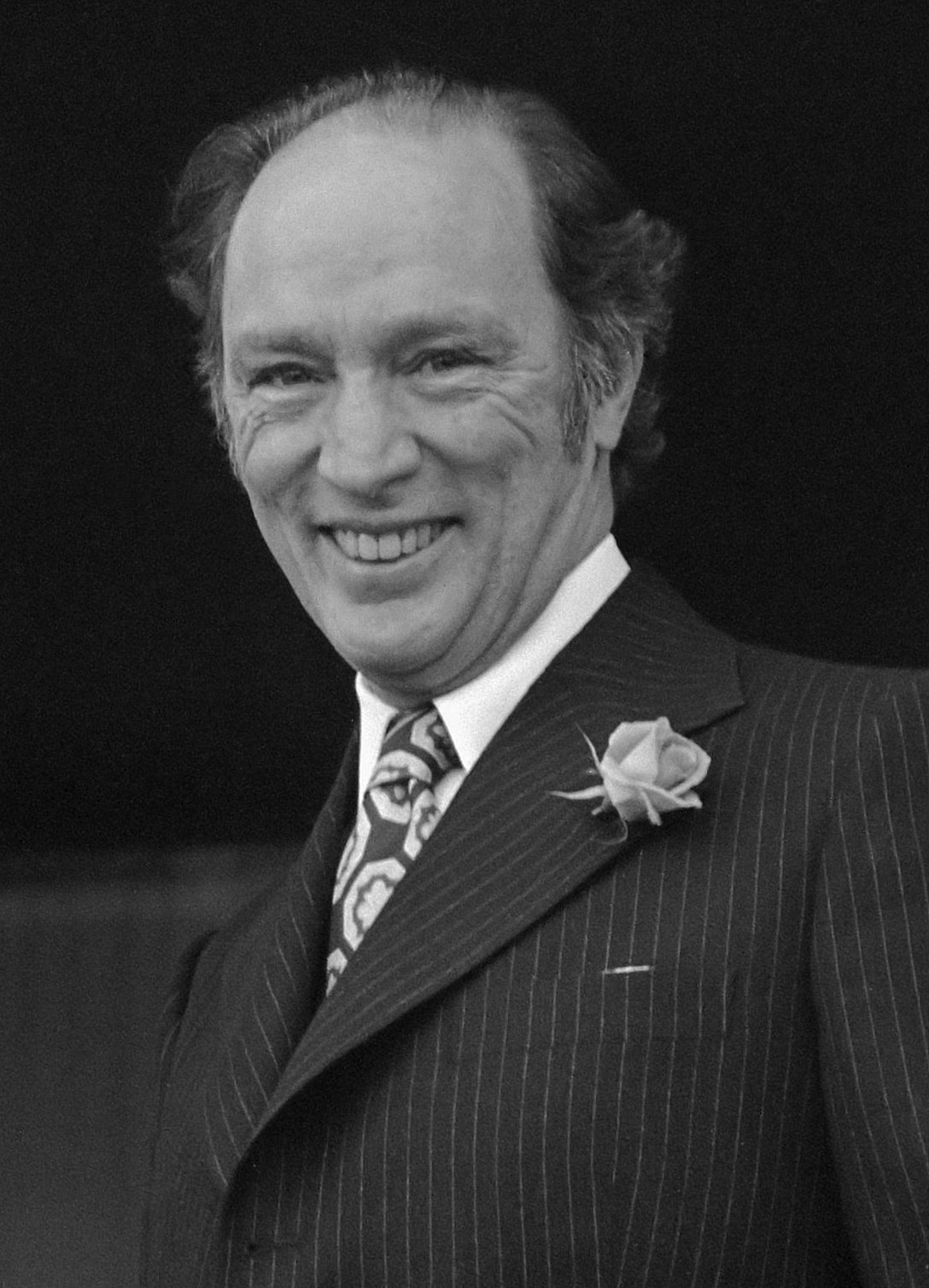
Pierre-Elliot Trudeau

Le concept de multiculturalisme est apparu au Canada au cours des années 1960 en opposition au concept de biculturalisme utilisé par la Commission royale d’enquête sur le bilinguisme et le biculturalisme. C'est en 1971 que le gouvernement fédéral promulgue sa première politique sur le multiculturalisme, sous l'impulsion de Pierre Elliott Trudeau, lequel fera également adopter en 1982 la Charte canadienne des droits et libertés, sur laquelle s'appuie en très grande partie la politique multiculturaliste canadienne d'aujourd'hui. Entre-temps, en 1973 est créé le ministère du Multiculturalisme et le Conseil canadien du multiculturalisme. Trudeau ne cachait pas que l'adoption du multiculturalisme comme politique d'État marquait une rupture avec le concept antérieur des « deux peuples fondateurs ».

## Institutionnalisation
La politique de multiculturalisme canadien est institutionnalisée notamment par : 
- La création en 1973 du ministère du Multiculturalisme (le multiculturalisme relève aujourd'hui du ministère du Patrimoine canadien) et du Conseil canadien du multiculturalisme (qui deviendra le Conseil ethnoculturel du Canada[10]);
- Les autres institutions fédérales, tenues d'appliquer la Politique de multiculturalisme;
- La Cour suprême du Canada, surtout après l'adoption de la Charte canadienne des droits et libertés mais avant aussi.

### Administration fédérale
Chaque année, le ministre responsable du multiculturalisme (actuellement le ministre du Patrimoine canadien) doit produire un rapport sur l'application de la Politique du multiculturalisme (par ce ministère et par les autres institutions fédérales). Le rapport de 2017-2018 précise que : « Toutes les institutions fédérales ont un rôle essentiel à jouer dans la mise en œuvre de la Politique du multiculturalisme canadienne en encourageant et en aidant les particuliers, les organisations et les institutions à intégrer la réalité multiculturelle du Canada dans leurs activités. » Il traite des champs d'application suivants de la loi : 
- égalité des chances dans le secteur de l'emploi;
- amélioration de la capacité des personnes et des collectivités de contribuer à l'évolution permanente du Canada;
- promotion de la compréhension interculturelle
- collecte de données sur la diversité pour orienter et permettre l'élaboration de politiques, de programmes, de pratiques et de services;
- capacité multilingue et recours à des experts culturels[11].

### Cour suprême etCharte canadienne des droits et libertés

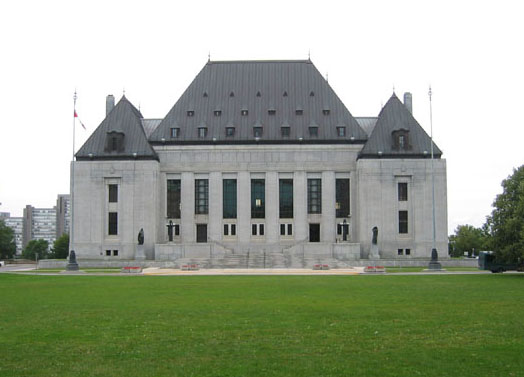
Édifice de la Cour suprême

Déjà en 1955, le juge Robert Taschereau déclarait dans un jugement « qu’au Canada il n’y avait pas de religion d’État et même que toutes les religions étaient égales ». Ce jugement souligne le principe de séparation de l’État et des Églises au Canada tout en protégeant, d’une façon plus globale, la liberté religieuse et en interdisant la discrimination fondée sur la religion. L’appareil judiciaire va donc être, en quelque sorte, un bouclier sur lequel les minorités ethniques, religieuses et culturelles peuvent s’appuyer. 
C'est toutefois en 1982, en inscrivant le Charte canadienne des droits et libertés, dans la Constitution, que Trudeau fournit à l'État canadien son outil le plus solide pour l'application du principe de multiculturalisme. Selon l’article 27 de la Charte, tout interprétation de cette dernière « doit concorder avec l’objectif de promouvoir le maintien et la valorisation du patrimoine multiculturel des Canadiens ». La Charte confirme les libertés religieuses de manière à laisser libre cours à toutes les cultures des immigrants. Elle vise aussi à promouvoir un idéal de tolérance, de respect et d’égalité de tous envers chacun. On peut considérer que ce document témoigne de l'entrée du Canada dans l’ère du mondialisme, où chaque société doit s’adapter à l’explosion des échanges, en particulier sur le plan humain[réf. nécessaire]. 
La Charte ayant valeur constitutionnelle, la Cour suprême s'appuie sur elle pour statuer sur toutes les causes touchant de près ou de loin la tolérance et la diversité culturelle.

## Valeurs prônées par le multiculturalisme
Au Canada, le multiculturalisme dépouille les Canadiens anglais et les Canadiens français de leur statut de « peuples fondateurs », et en même temps, sonne le glas de la prépondérance de ces deux groupes ethniques au sein de la culture canadienne. Pour Trudeau, s'il faut rendre le Canada bilingue, c'est uniquement parce qu'il y a une proportion significative d'individus francophones au Canada, et non pas pour rendre justice au peuple Canadien français.  
Le multiculturalisme vise à doter les minorités ethniques et les communautés immigrantes de droits et de libertés, lesquelles leur permettent de mettre en valeur leur spécificité culturelle au sein de la société canadienne, et en même temps, de défendre et de conserver cette spécificité culturelle en n'ayant pas à s'intégrer à une société d'accueil. 
Suivant la doctrine multiculturaliste, ce n'est plus à l'immigrant de s'intégrer à une société d'accueil, mais plutôt à la majorité de s'ouvrir aux communautés immigrantes. De fait, sous un régime multiculturaliste, il n'existe pas de communauté d'accueil.  

## Résistance au multiculturalisme

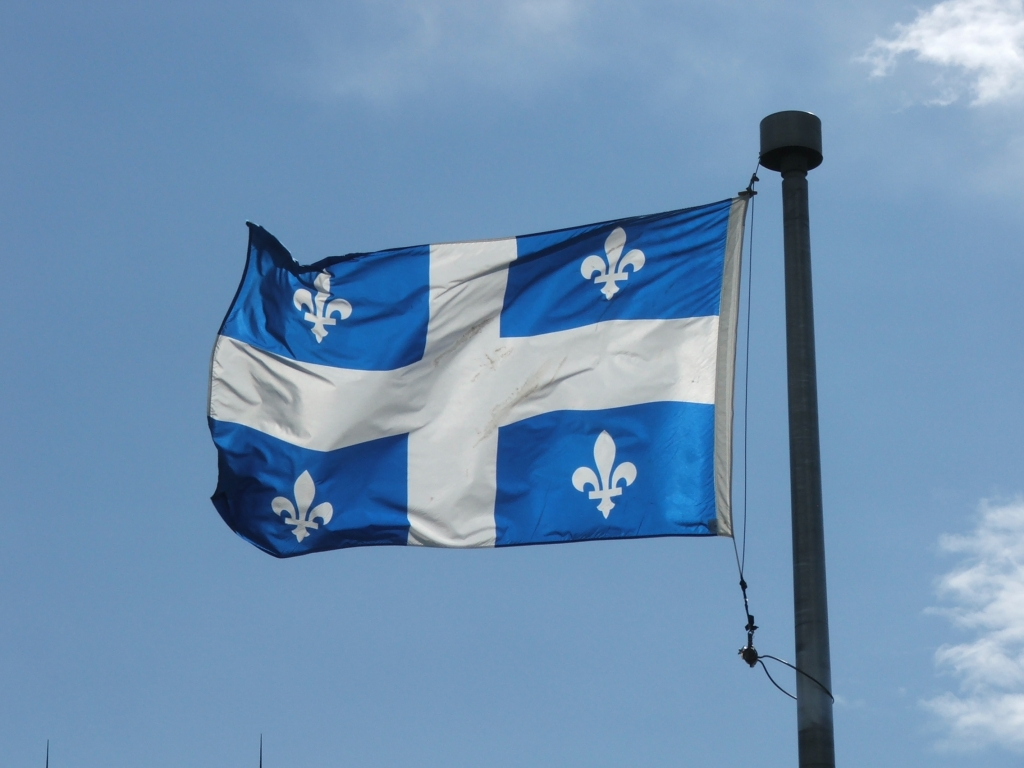
Le drapeau du Québec

Au sein de la fédération canadienne, c'est surtout au Québec que le multiculturalisme est critiqué, étant perçu généralement comme une stratégie fédérale, inspirée par Pierre Elliott Trudeau, pour étouffer les particularités québécoises. Au multiculturalisme, le Québec oppose l'interculturalisme, notion qui a été développée notamment dans le rapport Bouchard-Taylor (2008).

### Critique du multiculturalisme

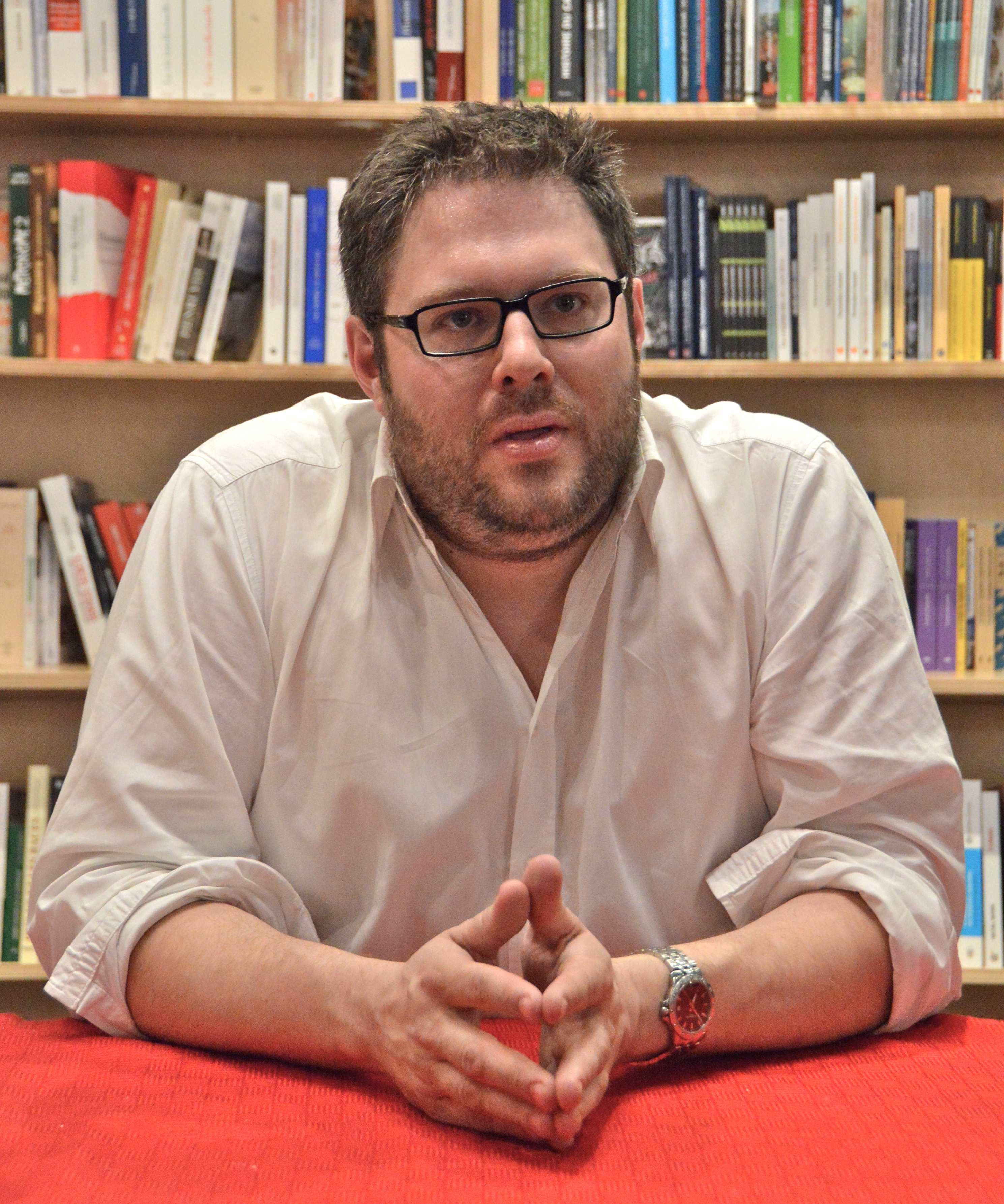
Mathieu-Bock-Côté

Pour certains auteurs, le multiculturalisme est tout simplement incompatible avec la démocratie. Pour d'autres, si la reconnaissance de la différence est considérée comme un meilleur choix que celle de l'assimilation culturelle , elle n'en est pas moins génératrice d'une ségrégation latente qui se matérialise à long terme par la naissance de communautés fermées, forme de ghettoïsation ou de communautarisme. 
Au Québec, qui se considère comme une société distincte au sein du Canada (un concept que les fédéraux canadiens ont toujours refusé de reconnaître), le principe de multiculturalisme est souvent perçu par les nationalistes québécois comme s'inscrivant dans une volonté récurrente et séculaire de contrer les volontés d'indépendance des francophones et de les noyer par l'immigration. Cette politique aurait pour effet de « noyer la spécificité identitaire nationale québécoise dans une différence indifférenciée, une mosaïque culturelle au sein de laquelle il n’y a plus que des minorités culturelles ». 
Selon ses détracteurs québécois, la Loi sur le multiculturalisme canadien « offre un modèle d'intégration qui encourage les nouveaux arrivants à s'identifier à leur communauté d'origine plutôt qu'au pays d'accueil », ce qui « ouvre grand la porte à toutes les dérives communautaristes ». Les problèmes d'acceptation sociale de cette ligne de conduite sont mis en évidence par le débat enflammé sur les accommodements raisonnables. Le sociologue québécois Mathieu Bock-Côté, un des pourfendeurs les plus connus de cette orientation politique et auteur du Multiculturalisme comme religion politique (2016), va plus loin en parlant de l'« inversion du devoir d’intégration », c’est-à-dire qu'il appartient dorénavant à la société d'accueil de s'adapter au mode de vie des immigrants – et non plus à ces derniers à s'adapter à leur société d'accueil – au prix de l'effacement de son histoire et de sa propre spécificité culturelle (p. ex. : suppression de toute mention de la tradition de Noël pour ne pas indisposer les Québécois non chrétiens). Il en résulte la possibilité de « revendications minoritaires, cadrées dans la perspective du pluralisme identitaire » qui dépouille l'espace public de tout particularisme historique local. La tradition de la démocratie occidentale et ses paramètres historiques seraient donc remis en question par la poussée des multiples revendications des différentes communautés. S’accommoder de la diversité sans tenir compte des paramètres quantitatifs de l'immigration aboutirait à une « reconstruction infinie de la communauté nationale », et donc viendrait dénaturer le paysage culturel historique et ne pas permettre aux nouveaux venus de s’agréger au socle commun d'une culture bien définie et brandie fièrement. Bock-Côté critique aussi le fait que la remise en question de ce nouvel ordre est rapidement dénoncée à tort par les tenants du multiculturalisme comme une preuve de fermeture à l'autre. 
Les oppositions entre le Québec et le gouvernement fédéral du Canada sur le terrain du multiculturalisme sont multiples et existent depuis l'implantation de la doctrine par les fédéraux anglophones. Un de ses derniers avatars réside dans l'adoption de la Loi sur la laïcité de l'État, qui interdit le port de tout signe religieux visible aux agents de l'État en position d'autorité. Le gouvernement fédéral appuie diverses démarches visant à déclarer cette loi anticonstitutionnelle; c'est la Cour Suprême qui tranchera.

### L’interculturalisme comme réponse au multiculturalisme
En 2007, devant la crise des accommodements raisonnables, le premier ministre libéral québécois Jean Charest met sur pied la Commission de consultation sur les pratiques d'accommodement reliées aux différences culturelles (commission Bouchard-Taylor) en lui donnant pour mandat de mener des consultations populaires pour ensuite dresser un portrait réaliste de la province de Québec sur la question de l’immigration.
Le « Rapport Bouchard-Taylor » définit ainsi le multiculturalisme : « Dans son acception la plus courante, système axé sur le respect et la promotion de la diversité ethnique dans une société. » Il peut en résulter que l’identité commune d’une société doive se réduire à des principes politiques plutôt qu’à une culture, une ethnicité ou une histoire. Les auteurs préconisent plutôt l'interculturalisme, ainsi défini : « Politique ou modèle préconisant des rapports harmonieux entre cultures, fondés sur l’échange intensif et axés sur un mode d’intégration qui ne cherche pas à abolir les différences tout en favorisant la formation d’une identité commune. » 
Le rapport constate en effet qu'il est difficile d'appliquer tel quel le modèle multiculturaliste canadien dans une province où l’identité culturelle est particulièrement prononcée. Les auteurs cherchent donc des moyens de favoriser l’immigration en laissant aux nouveaux venus une certaine latitude quant à leurs pratiques culturelles et religieuses, tout en ménageant les sensibilités du reste des Québécois.
Néanmoins depuis la montée des controverses identitaires au Québec débutant avec la crise des accommodements raisonnables en 2006, un clivage s’est creusé dans la classe politique québécoise concernant l’interculturalisme. Depuis 2007, le Parti québécois depuis Jean-François Lisée a abandonné ce modèle d’intégration au profit de la convergence ou concordance culturelle. Lors d'une conférence de presse en 2015, Simon Jolin Barrette, de la Coalition avenir Québec, s’y était montré favorable avant que son parti ne s’en éloigne en 2019. Le Parti libéral du Québec a proposé de l’officialiser tout comme Québec solidaire en 2021. Ainsi comme le souligne une étude ayant analysé 750 000 documents disponibles dans le Patrimoine textuel numérisé par Bibliothèque et Archives nationales du Québec, l'interculturalisme n’est plus un modèle d’intégration faisant consensus Québec, alors que ce fut bien le cas pendant deux décennies de 1988 à 2007.
Les nationalistes québécois cherchent à faire reconnaître des droits collectifs à la majorité historique française du Québec, parmi lesquels le droit d'intégrer les immigrants, ce qui permettrait selon eux d'éviter les communautarismes et de renforcer la cohésion et le sentiment national. 